# Hofjägerallee
Hofjägerallee är en genomfartsgata i stadsdelen Tiergarten i Berlin som leder genom parken Tiergarten i nord-sydlig riktning, från Grosser Stern med Siegessäule i norr till korsningen med Stülerstrasse/Tiergartenstrasse i söder vid Nordiska ambassaderna, där den övergår i Klingelhöferstrasse i riktning mot Lützowplatz.

## Historia
Den första vägen längs sträckan anlades i samband med Tiergartens utformning som barock jaktpark och trädallén uppkallades 1832 efter den kunglige hovjägaren, vars bostad låg i södra änden av allén. Senare under 1800-talet låg här Wingutsches Etablissement, ett kaffehus med Biergarten som var välbesökt av Berlinborna. 
Under andra världskriget utsattes Tiergarten för omfattande förstörelse och de återstående trädplanteringarna höggs ned som brasved under krigets slut och den påföljande vintern 1945/1946. År 1949 beslutades att återställa Tiergarten som landskapspark med nya trädplanteringar. Den första nya linden planterades vid Hofjägerallee 17 mars 1949 av Västberlins överborgmästare Ernst Reuter, vilket en minnessten vid linden idag påminner om.